# 人生オワタ
人生オワタ（じんせいオワタ）は、悲観的な事態を意味するインターネットスラングである。顔文字の「＼(^o^)／」を付随することも多い。

## 概要
「人生終わった」から転じた言葉であり、日常生活で大失敗したときや、スポーツ選手がケガしたとき、少年犯罪の容疑者が逮捕されたときといった悲観的な事態、あるいは「もうどうしようもない時や、笑うしかないほどの絶望を感じた」ときに用いられる。電ファミニコゲーマーの2020年の記事は、同語について「『人生ｵﾜﾀ ＼(^o^)／』は、ポジティブに見える顔文字と人生が終わったという後ろ向きな台詞のミスマッチさが魅力となってにちゃんねる〔ママ〕内で流行し、いつしか樹海に向かうインターネットミームとして定着した」と説明している。
日本経済新聞の2007年の記事によれば、同語は「能天気な顔文字と意味とのギャップが受けたのか、ここ一年ほどで急速に広まった」という。同記事は、「人生が終わるほどの一大事」を表現するために「張り付いたような笑顔」を用いるこのスラングは、「就職氷河期やゆとり教育に翻弄された世代」の若者が有する「あきらめムード」を体現したものではないかという考察を加えている。

### 用例
2012年に発生した、黒子のバスケ脅迫事件の犯人である渡邊博史は、自らの犯行動機について「10代20代をろくに努力もせず怠けて過ごして生きて来たバカが、30代にして『人生オワタ』状態になっていることに気がついて発狂した」と語っているほか、近藤康太郎は2013年の記事において、かつてニューヨークで逮捕された経験について「とばっちりとはいえ『人生オワタ……』としょげかえった」と述懐している。

## 影響

### ゲーム
ゲーム開発者のキングが2007年にリリースした、同スラングおよび派生するアスキーアートを題材としたブラウザゲームである「人生オワタの大冒険」は、4Gamer.netいわく「最も有名なFlashゲーム作品」であり、2000年代中盤に流行した。樹海に向かう「オワタ君」を操作するという、2ちゃんねる・アスキーアート板に建てられた同名のスレッドを着想の元とする同ゲームは、いわゆる「死にゲー」として、2Dアクションのジャンルへ絶大な影響を与えた。Kayinにより2007年末にリリースされた『I Wanna Be the Guy』はそのひとつであり、「死にゲーとストレスのない素早い復活の組み合わせ」という「人生オワタの大冒険」の特徴を踏襲している。また、『I Wanna Be the Guy』のシステムをさらに踏襲したゲームとして、『Super Meat Boy』や『Celeste』が知られている。
また、2000年代の「Flash動画全盛期」を振り返る、サントリー社「クラフトボス」が2020年にリリースしたウェブCMである「Flash Back Memories」においては、当時流行したFlash動画・ゲームのひとつとして『人生オワタの大冒険』が取り上げられている。
2020年12月31日のAdobe Flash Playerサポート終了をうけて、同年8月15日に続編である「人生オワタの大冒険2」がリリースされた。同ゲームは、Flashのサポート終了により「消えゆくアスキーアートの世界」を「オワタ君」が冒険するという内容である。これに際して、『UNDERTALE』の開発者であるトビー・フォックスは、「高校生の時から人生オワタの大冒険のファンであった」という趣旨のコメントを送っている。

### 音楽
「パラジクロロベンゼン」などの代表曲で知られるボカロPであるオワタPは、2008年に『トルコ行進曲 - オワタ＼(^o^)／』をリリースした。モーツァルトの「トルコ行進曲」に歌詞をつけたものである同曲は、「オワタP」の名前の由来となった楽曲であり、発売元EXIT TUNES・販売元ポニーキャニオンのアルバムである『EXIT TUNES PRESENTS Vocalostar feat.初音ミク』および『EXIT TUNES PRESENTS 煌千紫万紅大雅宴 feat. 神威がくぽ from がくっぽいど』に収録された。
また、Team.ねこかん【猫】は、2009年に『東方永夜抄』作中BGMである「ブレインエイジア」のアレンジ楽曲である「オワタ＼(^o^)／エイジア」をリリースしている。ほかに、お笑い芸人のパーマ大佐は2021年に『人生オワタ』をリリースした。同曲はTikTokで220万再生、14万いいねを記録した。